# Museo Preindustrial de la Caña de Azúcar
El Museo Preindustrial de la Caña de Azúcar es un museo centrado en el proceso de fabricación de azúcar. Se encuentra en la ciudad española de Motril, provincia de Granada. Es el único museo en Europa que se ubica sobre los restos arqueológicos de un Ingenio y se localiza en la parte posterior de la Casa de la Palma. Fue en 1990 cuando se descubrieron y después de su hallazgo se construyó el museo, en el que se pueden encontrar réplicas de la maquinaria que se utilizaba para la producción de la caña de azúcar en la Costa Granadina. El museo cuenta la historia de la ciudad a través de la principal producción industrial que desarrolló Motril desde el auge del cultivo de la caña de azúcar entre los siglos XVI-XVIII. 

## Historia
El Museo Preindustrial de la caña de azúcar se sostiene sobre los restos arqueológicos de un establecimiento preindustrial azucarero, descubierto en 1990 mientras se realizaban las obras de adecuación de la Biblioteca Municipal de la Casa de la Palma. La identificación de la factoría como el Ingenio de la Palma y la reconstrucción del proceso de fabricación de azúcar en ella, han sido posibles gracias a la investigación arqueológica y a la documentación escrita, principalmente gracias a los inventarios que se realizaron con anterioridad al inicio de la campaña anual, custodiados en el Archivo Municipal de Motril.  

## Salas

### Sala de contextualización histórica
La primera sala del museo está dedicada a hacer un repaso por la historia de la producción de la caña de azúcar durante los casi tres siglos que la producción azucarera alcanzó su época de máximo esplendor. En ella se encuentran paneles explicativos que sirven para entender la expansión y cultivo del producto.

#### La caña de azúcar
La primera cita de la caña en Motril data del siglo X. Aun así, no es hasta el siglo XVI cuando se produce el auge de la fabricación, que se extiende hasta el siglo XVII, en los que estuvieron activos hasta once ingenios. El ingenio de la Palma fabricó azúcar a lo largo de la Edad Moderna, con algunas interrupciones, como pueden ser la que se produjo en 1679 a causa de la epidemia de peste que asoló por completo a la ciudad. En este período, la propiedad del ingenio cayó en manos de comerciantes genoveses y oligarquías urbanas. 

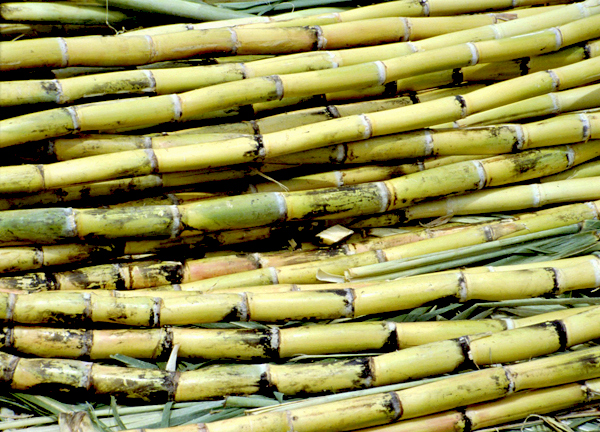
Caña ya cortada para su extracción del azúcar

#### Motril como "capital del azúcar"
Hay tres hechos históricos que fueron claves para el desarrollo de la producción de la caña de azúcar en la ciudad de Motril: La toma de Tarifa y Gibraltar y por último, la firma del tratado entre el Reino Nazarí de Granada y la República Genovesa. La navegabilidad del Mediterráneo mejoró considerablemente y desde entonces se estableció una ruta comercial entre Flandes y Génova. Por los puertos de Málaga y Almuñécar con denominación de "Málicha" y se comercializaron por una gran parte de Occidente, haciendo así de Motril la "capital del azúcar". 

#### La producción masiva de azúcar
La producción de azúcar se vio influenciada por la situación que desencadenó la Guerra de los Moriscos de Granada, que tuvo lugar entre 1568 y 1570. La principal consecuencia de esto fue la confiscación de los bienes, por lo que la tierra pasó a manos de comerciantes italianos, la iglesia y oligarcas granadinos. Las antiguas huertas de origen nazarí fueron sustituidas casi en su totalidad por la caña de azúcar, convirtiéndose esta en la principal actividad económica de la comarca. La recogida, molienda de las cañas y posterior transformación en azúcar requerían una gran mano de obra. Los ingenios ocupaban entre 700 y 800 personas en el conjunto del proceso de la elaboración del producto.

#### El fin de la industria azucarera

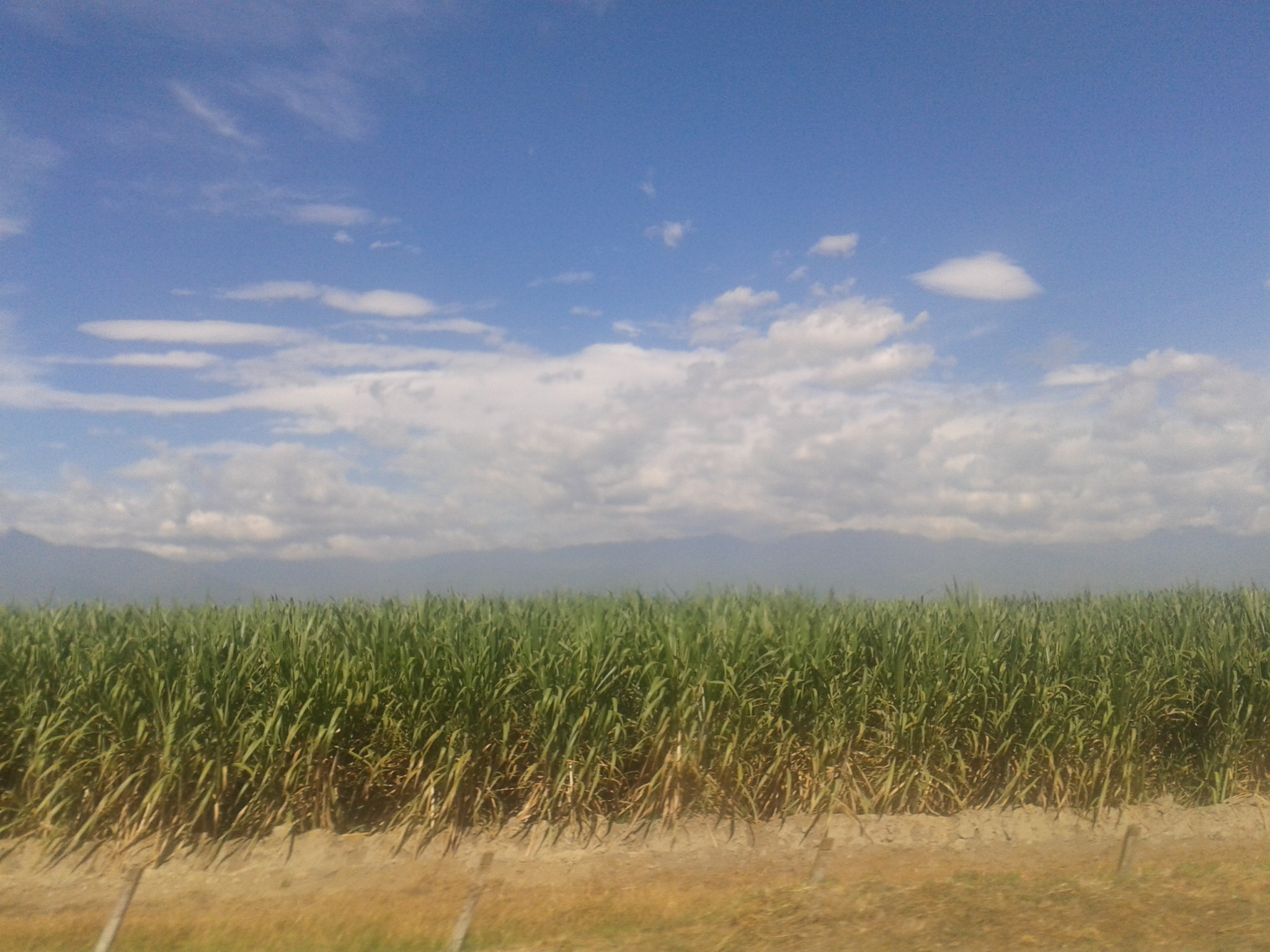
Campo de cultivo de caña de azúcar. Caña de azúcar antes de estar lista para su recogida

Ante el incremento de la producción durante la Edad Moderna, la Costa Granadina sufrió un proceso de deforestación, cuya principal causa fue la tala de bosques para poder mantener los hornos azucareros en marcha. La tala masiva de árboles provocó una gran crisis ambiental además de la evidente transformación del paisaje que se produjo y que aún puede observarse. Los bosques de encinas de las sierras del litoral fueron quemados en los hornos azucareros y las llanuras fueron utilizadas para la plantación del producto principal. La Charca de Suárez y el arconocal de la Sierra de Lújar que han resistido a la deforestación de la Costa de Granada. Estos sucesos desencadenaron el fin de la industria, comenzando una crisis cañera que llegó por dos partes diferentes: la pérdida de masa forestal que dejó a los fíngenos sin el combustible necesario para mantener funcionando los hornos y el incremento de la torrencialidad de los ríos que terminaron por ahogar las plantaciones de la Vega de Motril. Además de esto, el azúcar tenía una alta fiscalidad, concretamente uno de los valores más altos de las rentas reales del Reino de Granada. A finales del siglo XVII la producción preindustrial del azúcar entró en crisis, para terminar desapareciendo a finales del siglo XVIII, focalizándose la actividad agraria de la Costa Granadina en otros productos como el arroz y el algodón. Esta crisis de la producción azucarera llegó a su fin cuando en el siglo XIX nació la máquina de vapor, devolviendo a Motril a su reconocido puesto como "capital del azúcar". 

### Sala de audiovisuales
Aquí todos los visitantes podrán disfrutar de una proyección de un pequeño documental sobre la fabricación preindustrial y el Ingenio de la Palma, sobre el que se encuentra el museo.

### Palacio de las cañas
En esta sala se ubica un pequeño cultivo ecológico de la caña de azúcar, para que todos los visitantes puedan contemplar la típica planta de la ciudad de Motril en primera persona.  

### Ingenio Azucarero de la Palma[6]

#### Evolución tecnológica
La molienda es la parte del proceso que más modificaciones ha sufrido a lo largo de la historia. En Motril, las fábricas de azúcar de finales del siglo XV usaban piedras movidas por animales, algo similar a lo que se utilizaba en las almazaras para hacer aceite. Fue en el siglo XVI cuando los ingenios incorporan molinos de dos cilindros horizontales, que terminaron por dar paso al trapiche de tres ejes en el siglo XVII.

#### Molino de tres ejes manual
En el mundo oriental la tecnología preindustrial azucarera tuvo un gran desarrollo. En China se utilizaban molinos de tiro de cilindros verticales, pero en España se utilizaban una tecnología menos avanzada que hacía que se tuviese que cortar la caña para poder extraer su jugo. En el Ingenio de la Palma se utilizaba un mecanismo que permitía repartir mejor los tallos y se utilizaba la energía hidráulica que hacía que el esfuerzo requerido fuera menor. 

#### Molino de Tahona
En la España medieval y moderna, en la mayoría de las fábricas, se utilizaba maquinaria de origen romano, que aplicaba la molienda de la caña como una transferencia de tecnología de las almazaras de aceite: una piedra molar ligeramente troncónica que gira sobre el suelo. Es un sistema manual de tiro o de sangre adaptado a explotaciones con un tamaño medio. La capacidad de molienda de este sistema es corta pero perduró durante siglos por la operatividad combinada con los molinos de tipo hidráulico. 

#### Molino de tres mazas verticales

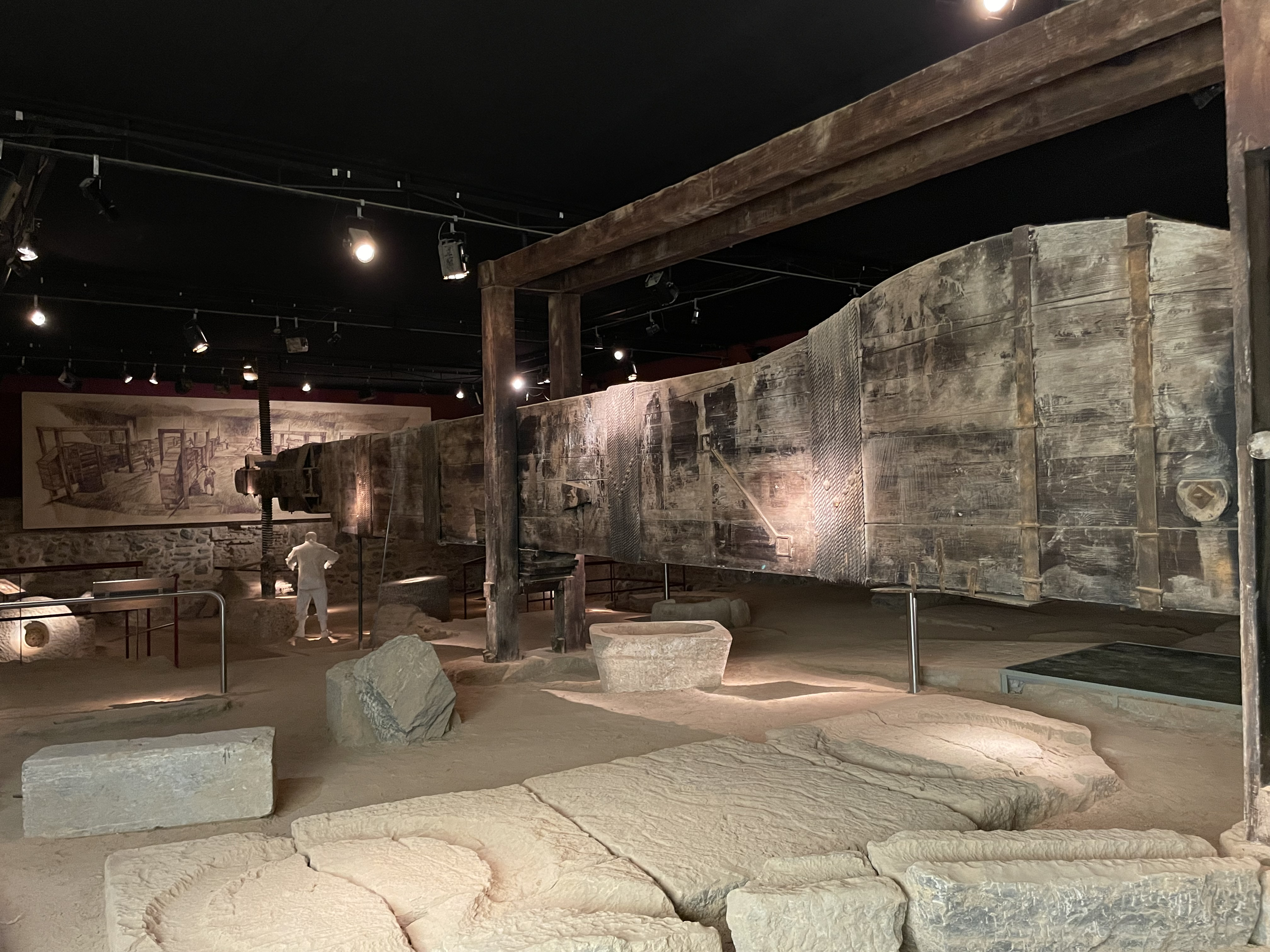
Prensadora original de la época preindustrial

Para las grandes explotaciones se utilizaron molinos de tres cilindros verticales, tanto de tiro como de tipo hidráulico, si bien no hay acuerdo entre los historiadores sobre el origen europeo de esta maquinaria o la transferencia de prototipos de tradición oriental.  Esta tecnología pasaría a partir del siglo XVII a las factorías de la costa de granadina, como parece deducirse de la presencia en Motril del "Trapiche Nuevo". 

#### Evolución de la prensa
Las principales innovaciones que marcaron el paso de la aduana árabe a la producción típica del ingenio castellano es el cambio que se produce entre la molida de piedra por molinos de cilindro que eran más efectivas en el momento de tronchar la caña. Para mejorar la forma de exprimir el jugo se implantó el "cuarto de vigas", donde se colocaban entre capazos de esparto los tallos tronchados donde se aplicaba el método de brazo de palanca.

#### La cantería para la técnica azucarera
De entre los materiales hallados en la Casa de la Palma destacan, las grandes piezas de cantería: piedras solares, muelas, basamentos y, sobre todo, los cuatro contrapesos cilíndricos de la sala de prensado. los dos más antiguos son de piedra calcárea procedente de Vélez de Benaudalla, los otros dos, de cronología más reciente, son de piedra azulada del Cerro del Toro. Los contrapesos presentan el interior ahuecado, por lo que se puede ver en ellos la huella de las prensas. 

#### Horno de fundición

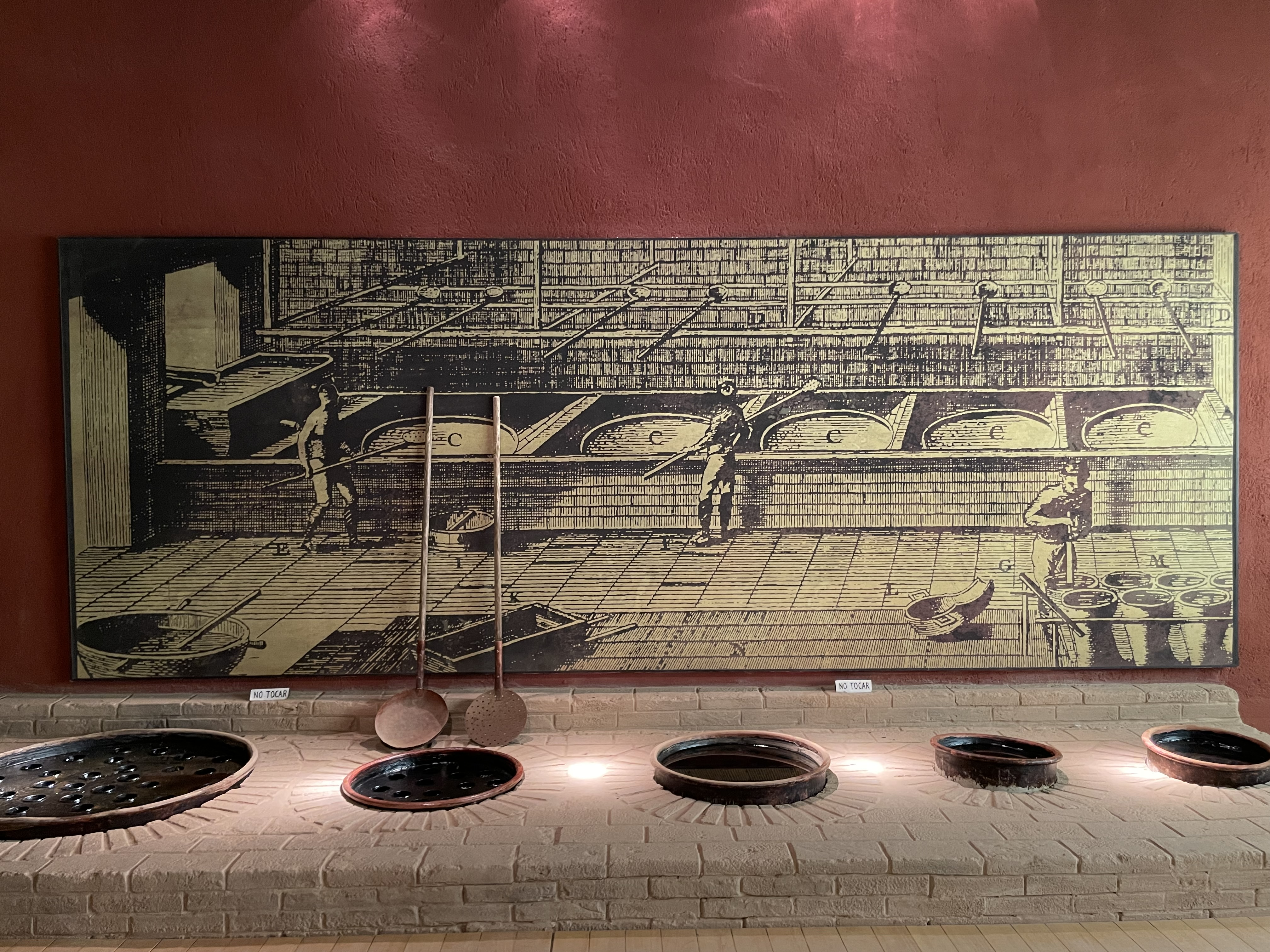
Cocinas de melaza para conseguir finalmente el azúcar

También se han encontrado restos de cobre que se han interpretado como restos de hornos de fundición que pudieran encontrarse en la azucarera. Los hornos de fundición eran destinados a la reparación de las calderas en las que se colocaba la melaza extraída de las cañas para extraer el azúcar.

#### Las cocinas
El producto que se extraía al moler y prensar las cañas de azúcar se depuraba al cocerlo para formar "las mieles". Este jugo se pasaba progresivamente de unas calderas a otras de tamaño decreciente donde se purificaba el caldo por el "maestro del azúcar" hasta que finalmente se conseguía dar a la melaza el "punto de azúcar".

#### Aprovechamiento de los residuos
Casi todos los residuos resultantes de los procesos anteriores, se aprovechaban, utilizando los cabos de las cañas como forraje, las espumas de daban de beber a los animales mezcladas con agua y el bazago  se utilizaba de base para los panes de azúcar, las formas y además como combustible.

### Sala de las formas y el pan de azúcar
Recreación del almacén de las formas que contenían la melaza.